# Franklin Brito
Franklin José Brito Rodríguez (Irapa, Venezuela, 5 de septiembre de 1960-Caracas, 30 de agosto de 2010) fue un productor agrícola y biólogo venezolano, que ganó notoriedad internacional debido a una disputa de propiedad de terrenos con el Instituto Nacional de Tierras del gobierno de Hugo Chávez, que alentó y permitió una finca vecina propiedad del gobierno invadir y apoderarse de gran parte de sus terrenos.
Sostuvo una serie de disputas legales y protestas públicas (huelgas de hambre) desde 2003, coincidiendo generalmente con otras protestas como las Protestas por el cierre de RCTV en 2007. Las protestas de Franklin Brito culminaron en su muerte; esta aconteció en un ambiente preelectoral cargado por las elecciones parlamentarias de Venezuela de 2010, originando una cobertura internacional y local de los medios de comunicación.

## Disputa
El 11 de mayo de 1999 el estado le otorga el "titulo definitivo oneroso" a Franklin José Brito Rodríguez, el cual había comprado sobre un lote de 290,20 hectáreas, sobre un fundo llamado “La Iguaraya” a 800 km al sur de Caracas, en el Municipio de Sucre.
Según explica el propio Brito, todo comenzó por sus diferencias con el alcalde del municipio, Juan Carlos Figarella miembro del Movimiento V República, a raíz de la epidemia de un hongo que afectaba los cultivos de ñame. El alcalde propuso la utilización de agroquímicos y pidió un proyecto de financiamiento a la Corporación Venezolana de Guayana (CVG), la cual iba a subvencionarlo por mil millones de bolívares. 
Brito dirigió un informe al organismo sobre la utilización de una variedad de ñame resistente al hongo como alternativa. Brito también alertó a la CVG sobre la supuesta existencia de un riesgo de malversación de los fondos en caso de que se aceptara la propuesta de Figarella. La CVG lo tomó en cuenta y decidió negar el proyecto al alcalde a mediados del 2002.  
A raíz de esto, Brito fue despedido sin explicación alguna del liceo público donde se desempeñaba como profesor, al igual que su esposa y alrededor del 2003. También perdió su cargo en el Instituto Agropecuario de la Alcaldía de Sucre y el terreno de Brito fue detentado por vecinos alegando tener cartas agrarias cedidas por el Instituto Nacional de Tierras (INTI). En ambos casos, los Brito denunciaron que no les pagaron las prestaciones de longevidad y cesantía. 

Los terrenos cedidos estaban ubicados en la pequeña carretera que une la propiedad de Brito con la carretera principal, por lo que él y su familia quedaron terminantemente aislados, sufriendo episodios de violencia y privación recurrentes por parte de los usurpadores. Según su hija: 
Mucho después el vecino que había ocupado las tierras le dijo a mi papá que él estaba amparado, que él tenía cartas agrarias sobre esas tierras. Al principio hicieron una cerca y luego una zanja para que no pudiera pasar por la única vía de acceso que había y que de paso cerró. Al principio mi papá tumbaba la cerca y pasaba. Luego el vecino hizo una zanja y después pusieron un guardia que salió con una escopeta y una vez contrataron a una persona que hasta golpeó a mi papá en la calle. Y lo amenazó y el hombre que lo golpeó le dijo que si volvía a pasar lo iban a matar. (Entrevista a Ángela Brito, Caracas, octubre 2010).
Según Brito, su disputa comenzó cuando una parte de 59 acres (240.000 m2) de su finca de 716 acres (2,90 km2) en el estado Bolívar fue tomada por vecinos y luego descubrió que los vecinos había sido autorizado por el Instituto Nacional de Tierras, una agencia de reforma agraria del gobierno de Hugo Chávez. Brito dijo que la toma de posesión fue orquestada por un rencor de Juan Carlos Figarella, a quien creía corrupto.
El Tribunal Supremo de Justicia de Venezuela rechazó formalmente la demanda de Brito, en marzo de 2007. Sin embargo, ordenó expresamente al INTI que restableciera el acceso a las tierras de Brito dejando sin efecto los títulos otorgados por el INTI a los vecinos de Brito.

### Desafíos legales y protestas públicas
Después de que Franklin Brito perdiera parte de su finca, llevó a cabo una serie de protestas públicas para recaudar apoyo público para su causa, incluyendo un total de 6 huelgas de hambre. Su primera huelga de hambre tuvo lugar el 24 de noviembre de 2004. En 2006 se declaró inadmisible una apelación ante un tribunal superior. Siguió una segunda huelga de hambre. En 2007, el Tribunal Supremo de Justicia rechazó su caso. El gobierno tenía la costumbre de incumplir sus promesas después de que él pusiera fin a sus huelgas de hambre. En un momento, Brito rechazó casi todo un acuerdo del gobierno de $230,000 con el argumento de que creía que podría verse como ilegal y potencialmente conducir a su encarcelamiento por corrupción.
En julio de 2009 inició otra protesta frente al edificio de la Organización de los Estados Americanos en Venezuela, que duró hasta diciembre de 2009, cuando el INTI revocó los títulos de propiedad en disputa por razones humanitarias debido a las continuas huelgas de hambre de Brito. Sin embargo, Brito rechazó esto por no ser totalmente legal y comenzó otra protesta frente al edificio de la OEA, lo que llevó a la OEA a ofrecer una mediación. En enero de 2010, el Fiscal General de Venezuela solicitó a un tribunal que trasladaran a Brito a un hospital. Brito había sido retenido en el hospital "contra su voluntad, prácticamente incomunicado". El gobierno afirmó que la hospitalización era para su propia protección.

## Muerte
Franklin Brito murió a los 49 años, en el hospital la noche del 30 de agosto de 2010. Su familia dijo que Brito se había convertido en un:
"símbolo y abanderado de todos aquellos que han sido pisoteados por el poder y la arrogancia del gobierno."
Su muerte condujo a una amplia cobertura de los medios de comunicación nacionales e internacionales. El subsecretario de Estado de Asuntos Públicos de los Estados Unidos, Philip J. Crowley, dijo que Estados Unidos estaba entristecido por la muerte de Brito. El vicepresidente de Venezuela, Elías Jaua, expresó su "pesar", reiterando la posición del gobierno de que las tierras de Brito "nunca habían sido expropiadas". El gobierno declaró que los políticos y los medios de la oposición estaban tratando de explotar su protesta para obtener ganancias políticas. Al recibir una petición privada tras su muerte, la Fiscalía General anunció una investigación sobre si Franklin Brito había sido inducido a suicidarse al continuar la huelga de hambre.